# Ostřik okují
Ostřik okují je odstraňování okují z povrchu kovového materiálu vysokotlakým vodním paprskem.
Tento způsob čištění povrchů se nejčastěji používá před a během tváření ocelí za tepla. Vrstva okují je tvořena oxidy železa, které intenzivně vznikají během ohřevu materiálu. Okuje je nutné odstranit, aby nebyly během tváření (válcování, kování) zatlačovány do základního materiálu. Zamáčknuté okuje jsou nežádoucí z důvodu vzhledu, znemožňují kvalitní povrchovou úpravu (nátěry nebo pokovení) a snižují mechanické vlastnosti polotovarů. Důsledkem vad způsobených okujemi je nižší jakost a prodejnost hutních polotovarů.
Pro ostřik okují je možné použít vodu o tlaku od 10 do 100 MPa. Běžné jsou hodnoty 20 až 30 MPa. Tlaková voda je přivedena do speciální trysky, která proud vody tvaruje do plochého paprsku, který podobně jako dláto nebo škrabka „sloupne“ vrstvu okují. Paprsek dopadá na povrch pod úhlem asi 15° od svislého směru. Mechanismy působení vodního paprsku jsou dva: mechanický a tepelný.
Mechanicky působí paprsek tak, že okuje drtí na drobné částečky a současně je vlivem sklonu paprsku odtrhne od základního materiálu.
Tepelný mechanismus je způsoben dopadem studené vody na ohřátý povrch materiálu. Vlivem ochlazení se vrstva okují smrští a následně odtrhne. Odtržení okují napomáhá rovněž rozdílná tepelná roztažnost okují a základního materiálu. Tepelný efekt podporuje rovněž skutečnost, že okuje nejsou homogenní materiál, ale jsou tvořeny vrstvami různého chemického složení. Každá vrstva se při ochlazení smršťuje jinak a tím dochází k ohýbání okují a zlepšení účinnosti celého procesu. Vrstva okují většinou není zcela jednolitá, ale existují v ní větší nebo menší trhliny. Pokud se voda do těchto trhlin dostane a zde se prudce odpaří, dojde k drobné parní explozi, která okuje rozruší a napomůže odstranění okují.